# King Records
King Record Co., Ltd. (яп. キングレコード株式会社 Кингу рэко:до кабусики-гайся) — японская промышленная корпорация и лейбл звукозаписи, член IFPI и RIAJ. Занимается выпуском записей, жанров Энка, Каёкёку, национальной японской и мировой этно музыки, классической музыки, направлений джаз/фьюжн, музыки к аниме, разнообразной J-pop музыки (включая J-Rock и visual kei группы) как на внутренних лейблах, так и в коллаборации (совместно с Free-Will). Основная сфера деятельности компании это: продюсирование, изготовление, импорт и продажа носителей аудиозаписи, видеограмм, программного обеспечения и игрового софта, дистрибуция, производство партий товара на заказ и выпуск по лицензии. В последнее время, также предлагает музыку для скачивания в цифровом формате, посредством интернет-маркетинга. .

## Обзор

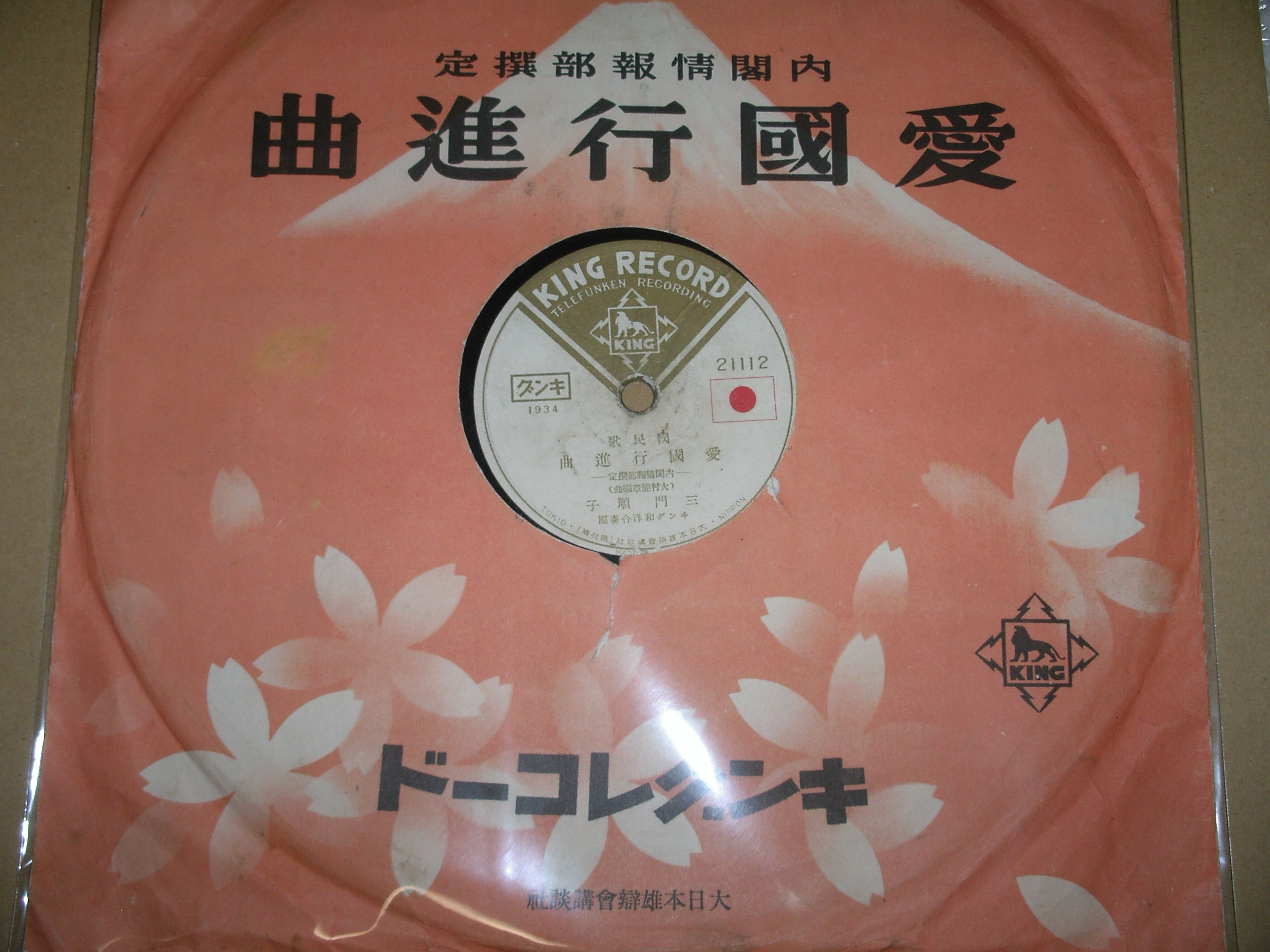
«Патриотический марш» — пластинка King Records, 1934 год

Звукозаписывающий лейбл King Records был создан в январе 1931 года, как подразделение крупнейшего в Японии издательства Kodansha, с 1924 года выпускавшего массовый журнал «Король», от имени которого он получил и своё имя. Первые партии пластинок выпускались на заводах Polydor и Telefunken. В 1935 году, лейбл подписал партнёрское соглашение о ввозе технологии производства в Токио и в 1936 году построил свой собственный завод. До Второй мировой войны, King Records, как и другие крупные рекорд лейблы Японии — Nippon Columbia Ltd., Japan Victor, Nippon Polydor, Teichiku Entertainment, занимались производством и представлением популярных и патриотических песен (песен военных лет). На возникшем до войны логотипе лейбла, в квадратном «картуше» обрамлённом молниями, изображён стоящий на надписи KING — «рычащий» лев. Эмблема частично копирует логотип компании Telefunken Recording, в партнёрстве с которой King Records работал. Во время войны, на волне борьбы с «враждебными словами», в 1943 году лейбл из «Кинг» переименовали в «Фудзи» — Fuji Onban (яп. 富士音盤 Фудзи онбан, Фудзи рекордз), а льва заменили изображением Фудзиямы. После окончания второй мировой войны, прежнее имя и эмблему вернули. В ноябре  1951 года, основывается акционерная компания под именем King Record Company Limited — становясь независимой, но оставаясь членом издательской Otowa Group. Крупнейшими акционерами стали, Kodansha Ltd. и Tokyo Broadcasting System, Inc. (TBS).
King Records известен также, как «сильный» звукозаписывающий лейбл жанра Энка. Когда в конце 1990-х, в связи с частичной утратой интереса к жанру, у многих исполнителей Энка возникли проблемы, в результате реструктуризации рынка, компания приняла некоторых из них к себе. В последнее время, в результате рецессии музыкальной индустрии, наметился спад продаж и компания делает ставку на таких J-pop исполнителей, как Нана Мидзуки и AKB48. По результатам первой половины 2012 года King Records была 5-м производителем музыки по объёму физических продаж (синглы, альбомы, музыкальные DVD/Blu-ray) в Японии.

## Организация
В головном офисе основного лейбла компании King Records, подразделение «первого творческого отдела», отвечает за производство Энка и Каёкёку. За производство J-pop отвечает «второй творческий отдел». «Третий творческий отдел» подразделяется на подотделы анимации и голосовых записей. Кроме того, к J-pop отделу относятся саб-лейблы: You, Be Cool!, продвигающий AKB48 и Standing There, Rocks, занимающийся рок-направлением.
Основные направления деятельности дочерней компании Bellwood Records и саб-лейблов King Records:
- Bellwood Records — новая музыка жанров фолк, рок и поп, инди-группы и исполнители;[3]
- King Rock (яп. 王様ロック О:сама Рокку) (Metal Frontier, NEXUS) — хеви-метал, прогрессив;[4][5]
- ELECTRIC BIRD — джаз/фьюжн;
- Venus-B — танцевальная музыка;
- StarChild — аниме продукция и сэйю исполнители;[6] 1 февраля 2016 года, лейбл StarChild реорганизован и переименован в King Amusement Creative[7][8].
- EVIL LINE RECORDS (ответвление Starchild) — продюсирование отдельных поп-исполнителей (Momoiro Clover Z и др.), видео live и аниме записи;[9]
- VEB Deutsche Schallplatten, лейбл родом из ГДР, сотрудничает с King Records, предлагая с 2013 года классическую музыку в цифровом ремастеринге высокого (24 бит/192 кГц) разрешения.
- King Kids Collection — записи для детей.

К записям музыки и саундтрекам для компьютерных видео игр, были причастны лейблы — «Konami label» (яп. コナミレーベル), «Falcom Special BOX» (яп. ファルコムスペシャルBOX) и «SUGI Iabel» (яп. SUGIレーベル). В частности, на SUGI Iabel созданном при поддержке Коити Сугияма, были записаны и выпущены его «Симфонические сюиты» к игре «Dragon Quest». Konami label также распространял игровое программное обеспечение с 1980 до 2005 года.
Кроме лейбла Bellwood Records, в группу вспомогательных дочерних компаний корпорации King Records входят:
- Seven Seas Music Company Limited — музыкальное издательство;
- King International Incorporated — дистрибуция;
- King Enterprise Company Limited — агентство по подбору персонала;
- King Sekiguchidai Studio Company Limited — звукозаписывающая студия.

## Исполнители
Здесь представлены некоторые артисты, своим творчеством связанные с лейблами King Records:
- Angela (группа)
- Anthem (группа)
- AKB48
  - Томоми Итано (соло)
  - Ацуко Маэда (соло)
- Масуми Асано
- Акэми Канда
- Эри Китамура
- Марико Кода
- Lynch
- Matenrou Opera
- Нана Мидзуки
- Инори Минасэ
- Юко Миямура
- Мамору Мияно
- Momoiro Clover Z
- NoGoD
- Ай Нонака
- Юй Огура
- The Peanuts
- Сатоми Сато
- Рёко Сираиси
- Suneohair
- Юкари Тамура
- Кана Уэмура
- Сумирэ Уэсака
- Мэгуми Хаясибара
- Юи Хориэ
- Соитиро Хоси
- Юкана

## История
- 1931 год — Январь: Создан лейбл звукозаписи «King Records», как подразделение издательства Kodansha Limited;
- 1936 год — Построен и запущен собственный завод по выпуску грампластинок;
- 1951 год — Основана независимая акционерная компания King Record Company Limited и подписан контракт на распространение с Capitol Records (США);
- 1954 год — Январь: Выпущена первая в Японии долгоиграющая пластинка (LP) по спецификации частотной коррекции канала записи ffrr, британской Decca Records;
- 1973 год — Основана Bellwood Records Ltd. (как «отделение поп-музыки»);
- 1979 год — Деятельность Bellwood Records Ltd. приостановлена;
- 1981 год — 50-я годовщина лейбла «King Records». Учреждён лейбл StarChild.
- 1985 год — Участие капитала и деловой альянс с Sanyo Electric Co., Ltd.(теперь Panasonic). Перенос акцента на выпуск компакт дисков (CD);
- 1993 год — Завершено строительство нового здания головного офиса;
- 1996 год — Построена King Sekiguchi stand studio;
- 1997 год — Построена Edogawabashi studio (на основе обанкротившейся Rokkoshuppan);
- 2000 год — Основана King Sekiguchidai Studio Company Limited;
- 2001 год — 50-я годовщина компании King Records Limited. Деятельность Bellwood Records Co., Ltd. возобновлена (как «инди-отдел»);
- 2005 год — Участие капитала и деловой альянс с Tokyo Broadcasting System Co., Ltd. (в настоящее время, Inc. TBS ТВ);
- 2016 год — 85-летие лейбла «King Records» и 65-летие компании. Лейбл StarChild реорганизован и переименован в King Amusement Creative.

## Внешние ссылки
- King Records Japan homepage (яп.) (англ.)
- King Records (яп.)
- Bellwood Records homepage (яп.) (англ.)
- King Rock homepage (яп.)
- Starchilde homepage (яп.)
- Metal Frontier официальный блог (яп.)
- King Kids Collection homepage (яп.)
- King Sekiguchidai Studio homepage (яп.)